# Marta Ehrlich
Marta Ehrlich, née à Zagreb le 27 avril 1910, morte le 15 mars 1980, est une artiste peintre, céramiste et designer textile croate.

## Biographie
Elle grandit dans une riche famille juive. Son père Ernest est entrepreneur en bâtiment. Sa mère Erna Laura est institutrice. Son oncle est l'architecte Hugo Ehrlich. Sa tante est la peintre et survivante de la Shoah Mira Klobučar (en). Avant la Seconde Guerre mondiale, Marta Ehrlich vit avec ses parents et ses deux frères et sœurs dans la villa conçue par son oncle Hugo Ehrlich, à Tuškanac, quartier de Zagreb. Elle fréquente l’école primaire et le lycée à Zagreb. Elle est diplômée de l' Académie des Beaux-Arts de l'université de Zagreb (hr) en 1934. En 1935, elle se rend à Paris en 1935, où elle perfectionne ses compétences dans diverses techniques de peinture. Elle est restée trois ans à Paris, avant de revenir à Zagreb. Après son retour à Zagreb, elle prend des cours particuliers auprès de Vladimir Becić (hr).
Ses premiers travaux sont marqués par l'influence de Becić. Elle se marie avec Kamilo Tompa, un peintre avec qui elle vit et travaille à Zagreb. Elle peint jusqu'en 1978, deux ans avant de se suicider,.
Elle est peu connue de son temps. Son neveu fait don de 227 tableaux à la Modern Gallery, en 1990.
La Galerie moderne organise une rétrospective en 2012.